# Bertha Kipfmüller

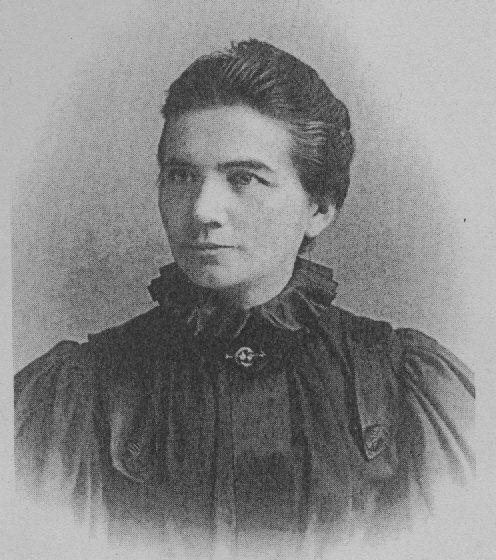
Bertha Kipfmüller (um 1900)

Bertha Friederika Kipfmüller (* 28. Februar 1861 in Pappenheim; † 3. März 1948 ebenda) war eine deutsche Lehrerin, Frauenrechtlerin, Pazifistin und Privatgelehrte. Sie war im Jahre 1899 die erste Frau Bayerns, die zum Dr. phil. promoviert wurde. Nach ihrer Pensionierung wurde sie im Jahr 1929 im Alter von 68 Jahren nochmals promoviert, diesmal zum Dr. jur. beider Rechte.

## Leben
Bertha Kipfmüller war die Tochter des Goldschmieds Christian Albert Kipfmüller (1822–1898) und seiner Frau Christina Sabina, geb. Rist (1827–1916), die zusammen elf Kinder hatten. Sie wuchs in Pappenheim auf. Nach dem Volksschulabschluss wurde sie vom Pappenheimer Lehrer Fleischmann von 1874 bis 1877 privat auf die Zulassungsprüfung für das „Kreislehrerinnenseminar für Oberbayern“ in München vorbereitet, weil es damals die zur Seminarreife führende dreijährige „Präparandenschule“ nur für Jungen gab. 1879 bestand sie das Lehrerinnenexamen in München. Von 1879 bis 1896 arbeitete sie als Volksschullehrerin in Eysölden, Kloster Heilsbronn und im damals noch eigenständigen Ort Schoppershof, heute einem Ortsteil von Nürnberg. In Nürnberg selbst konnte sie nicht unterrichten, weil Nürnberg damals nur Männer als Volksschullehrer zuließ.
Im Jahr 1886 gründete sie in Nürnberg den „Mittelfränkischen Lehrerinnenverein“ als erste berufsständische Frauenvereinigung Bayerns. Im Jahr 1890 war sie eine der Mitgründerinnen des Allgemeinen deutschen Lehrerinnenvereins. Sie engagierte sich in der damaligen Frauenrechtsbewegung um die Frauenrechtlerinnen Auguste Schmidt, Helene Lange und die Herausgeberin der Zeitschrift „Die Lehrerin in Schule und Haus“ Marie Loeper-Housselle und sorgte für eine Zusammenarbeit des mittelfränkischen Lehrerinnenvereins mit dem Allgemeinen Deutschen Frauenverein.
Im April 1893 trat sie der Ende 1892 gegründeten Deutschen Friedensgesellschaft bei. Unter dem Pseudonym „Berthold Friederici“ veröffentlichte sie 1896 die pazifistische Broschüre „Sedansgedanken“.
Im Jahr 1895 war sie neben Helene von Forster Initiatorin und Mitbegründerin des Nürnberger Vereins Frauenwohl. Mit Hilfe wohlhabender Nürnberger Bürger richtete der Verein ein Wöchnerinnenheim für bedürftige Frauen und ein Blindeninstitut ein. Außerdem organisierte der Verein Näh- und Handarbeitskurse und richtete eine Bibliothek ein.
Der Protest gegen die Ansicht, Frauen seien zum Studium ungeeignet, aber auch ihre privaten Kant- und Sprachstudien, veranlassten sie, ein Philologiestudium anzustreben. Da es zu dieser Zeit nur wenige regulären Gymnasien für Mädchen in Deutschland gab, hätte sie als Externe im Ausland – etwa in der Schweiz – ihr Abitur ablegen müssen. Als ab 1895 die Universität Heidelberg in Ausnahmefällen Volksschullehrerinnen als Gasthörerinnen ohne Rechtsanspruch auf einen Studienabschluss zuließ, bewarb sie sich dort und wurde zum Wintersemester 96/97 zugelassen. Seit 1894 hatte sie sich den Abiturstoff der Gymnasien im Selbststudium erarbeitet, ohne jedoch das Abitur abzulegen.

## Studium und Promotion
Nachdem ab 1895 die Philosophischen Fakultät der Universität Heidelberg Frauen widerruflich zum Studium zuließ, schrieb sich Kipfmüller dort ein. Zu diesem Zeitpunkt war nirgends anders ein solches Studium ohne Sondererlaubnis möglich. Kipfmüller besuchte Vorlesungen über Germanistik, Sanskrit, vergleichenden Sprachwissenschaften, Philosophie, Geschichte und Nationalökonomie. 1899 promovierte sie dort mit einer Arbeit über Das Ifflandsche Lustspiel. Ein Beitrag zur Lustspieltechnik des 18. Jahrhunderts zum Doktor der Philosophie. Nach dem Studium kehrte sie nach Bayern zurück und wurde ab Oktober 1899 Lehrerin an der Höheren Töchterschule am Frauentorgraben in Nürnberg. Sie war damit die erste promovierte Frau Bayerns.
Im Gegensatz zu ihren männlichen Kollegen, die als Gymnasiallehrer bezahlt wurden, bekam sie zunächst lediglich ihr Gehalt als Volksschullehrerin weiter, erhielt jedoch mit der Zeit Gehaltsaufbesserungen. Erst bei ihrer Pensionierung wurde sie zur Studienrätin ernannt.
Auch nach ihrem Studium war Kipfmüller weiterhin in verschiedenen Vereinen aktiv oder begründete diese mit. So gründete sie den Richard-Wagner-Verband deutscher Frauen mit, ebenso den Bayerischen Lehrerinnenverband. 1919 trat sie in die SPD ein, später auch in den Verband Sozialistischer Lehrer und Lehrerinnen. Sie war außerdem Vorsitzende der Nürnberger Sektion des Vereins für das Deutschtum im Ausland (VDA).
In Nürnberg kümmerte sie sich sehr engagiert um nach dem Versailler Vertrag aus Elsass-Lothringen und Polen ausgewiesene Deutsche und um die nun nicht mehr unter deutscher oder österreichischer Herrschaft stehenden Deutschen in Südtirol, Polen und der Tschechoslowakei. Mit der Machtergreifung der Nationalsozialisten wurde sie zum Rücktritt gezwungen, aus dem VDA wurde der nationalsozialistisch geführte Volksbund für das Deutschtum im Ausland.
Nach ihrer Pensionierung im Jahr 1926 studierte sie Jura an der Universität Erlangen, wo sie im Jahr 1929 mit einer Arbeit über Die Frau im Rechte der Freien Reichsstadt Nürnberg zum zweiten Mal promovierte.
Das lebenslange Lernen war eine Konstante in Kipfmüllers Leben: Sie erlernte zwölf Sprachen, darunter Chinesisch, wozu sie 1938 mit 77 Jahren für einige Monate nach Berlin ins Dahlemer Harnack-Haus der damaligen Kaiser-Wilhelm-Gesellschaft zog, um an der Humboldt-Universität Sinologie zu studieren. 1934 betrieb sie religionsphilosophische Studien in Jena. 1939/40 lernte sie Polnisch. Mit 85 Jahren begann sie in Pappenheim damit, Russisch zu lernen, und erteilte Russischunterricht – auch weil sie befürchtete, dass die Russen Pappenheim besetzen würden.
Im Jahr 1935 kehrte sie nach Pappenheim zurück. In ihren letzten Lebensjahren baute sie in Pappenheim das Kulturreferat der Stadt auf.

### Straßenbenennungen
Anlässlich ihrer Ernennung zur Ehrenbürgerin ihrer Heimatstadt Pappenheim wurde 1946 die Straße, in der sie wohnte, nach ihr benannt (Dr.-Dr.-Bertha-Kipfmüller-Straße). In Ingolstadt und im Münchner Stadtbezirk Aubing-Lochhausen-Langwied gibt es mittlerweile ebenfalls jeweils eine „Bertha-Kipfmüller-Straße“.

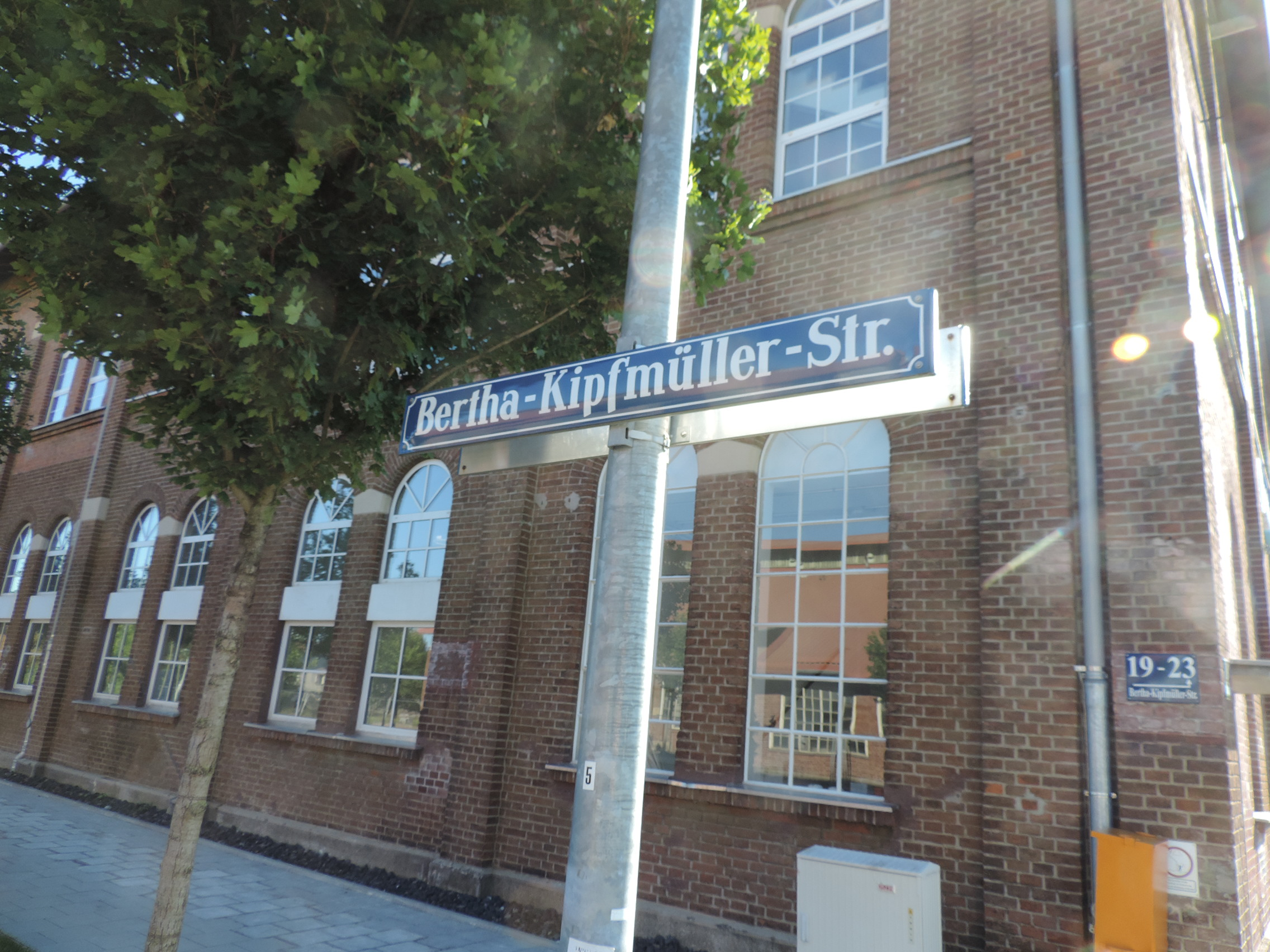
In München erinnert eine Straße an die erste Doktorin phil. Bayerns

## Nachlass und Kipfmüller-Archiv
Bertha Kipfmüller schrieb seit ihrem 23. Lebensjahr bis vier Tage vor ihrem Tod Tagebuch. Ihre „Lebenserinnerungen“, zahlreiche Manuskripte von Vorträgen, dazu Zeitungs- und Zeitschriftenartikel und einige Briefe befinden sich größtenteils im „Dr.-Dr.-Bertha-Kipfmüller-Archiv“ in Karlsruhe, z. T. als Nachlass in der Universitätsbibliothek Eichstätt-Ingolstadt. Der Urgroßneffe Hans-Peter Kipfmüller hat 2013 die teilweise in Gabelsberger-Kurzschrift geschriebenen Tagebücher in einer Biographie herausgegeben.

## Veröffentlichungen (Auswahl)
- (unter dem Pseudonym Berthold Friederici): Sedansgedanken, Leipzig 1896
- Das Ifflandsche Lustspiel, Inaugural-Dissertation der Philosophischen Fakultät der Großherzoglich Badischen Ruprecht-Karls-Universität Heidelberg,  Darmstadt 1899
- Kants Mutter, in: Frauenbildung, Leipzig 1905 (Beitrag in Zeitschrift)
- Die Frau im Rechte der Freien Reichsstadt Nürnberg, Inaugural-Dissertation der juristischen Fakultät der Friedrich-Alexander-Universität Erlangen, Dillingen 1929